# Пашинская
Пашинская — деревня в Харовском районе Вологодской области.
Входит в состав Кумзерского сельского поселения, с точки зрения административно-территориального деления — в Кумзерский сельсовет.
Расстояние по автодороге до районного центра Харовска — 57 км, до центра муниципального образования Кумзера — 8 км. Ближайшие населённые пункты — Пошивчиха, Оденьевская, Андреевская, Балуковская, Давыдовская.
д.Пашинская, предположительно, родовая деревня фамилии Пашинских (ударение на а). Известно, что на картах России (Специальная Карта Европейской России Стрельбицкого, 1871г.) деревня показана густонаселенной. В досоветское время потомки рода Пашинских были "перемещены" (причины неизвестны) ещё тогда в Велико-Устюгский район: д.Верхнее Чистяково, с.Нижнешадринское, д.Чупаново (д. Городок), в Бабушкинский район:д.Панкратово,  все населенные пункты в 300-400 км. к востоку от родовой деревни, далее некоторые из них сосланы (по данным списков жертв политического террора в СССР), а некоторые уехали сами .
По переписи 2002 года население — 19 человек.